# The Amboy Dukes
The Amboy Dukes var ett amerikanskt rockband bildat i Detroit, Michigan 1965. Gruppen är känd som startskott för gitarristen Ted Nugent, och sin enda hit, den psykedeliska "Journey to the Center of the Mind".
Medlemmar i gruppen var från början John Drake (sång), Ted Nugent (gitarr), Steve Farmer (kompgitarr), Rick Lober (keyboard), Bill White (bas) och Dave Palmer (trummor). White och Lober byttes ut efter gruppens första album, och ersattes av Andy Solomon (keyboard) och Greg Arama (bas). I den här uppsättningen släppte gruppen 1968 albumet Journey to the Center of the Mind där titelspåret blev en topp 20-hit i USA. Gruppen upplöstes i mitten på 1970-talet efter att aldrig ha upprepat framgångarna med "Journey".

## Diskografi
Album
- 1968 – The Amboy Dukes
- 1968 – Journey to the Center of the Mind
- 1969 – Migration
- 1970 – Marriage on the Rocks
- 1971 – Survival of the Fittest Live
- 1973 – Call of the Wild
- 1974 – Tooth Fang & Claw

Singlar
- 1967 – "Baby Please Don't Go" / "Psalms Of Aftermath"
- 1968 – "Journey to the Center of the Mind" / "Mississippi Murderer"
- 1968 – "You Talk Sunshine, I Breathe Fire" / "Scottish Tea"
- 1969 – "Prodigal Man" / "Good Natured Emma"
- 1969 – "For His Namesake" / "Loaded For Bear"
- 1969 – "Flight of the Byrd" / "Ivory Castles"
- 1974 – "Sweet Revenge" / "Ain't It the Truth"